# Éric Plamondon
Pour les articles homonymes, voir Plamondon.
Œuvres principales
Hongrie-Hollywood express, Mayonnaise, Pomme S, Taqawan, Oyana.
Éric Plamondon est un écrivain né à Québec en 1969.

## Biographie
Il est diplômé de l'Université Laval en 1992 en communication (journalisme) et en économie. Il fréquente l'Université du Québec à Montréal de 1993 à 1996 où il complète un mémoire de maîtrise qui traite du rapport entre science et littérature dans Moby Dick. Il vit en France depuis 1996.  
Il fait paraître son premier roman en 2011, Hongrie-Hollywood Express, autour de la vie de Johnny Weissmuller, et amorce ainsi la trilogie 1984. La notoriété lui vient avec Mayonnaise (2012), sorte d'hommage à Richard Brautigan, deuxième volet de cette trilogie qui se termine avec Pomme S (2013) qui s'attache à la figure de Steve Jobs et au lancement du premier Macintosh en 1984.   
Taqawan, son quatrième roman, est paru au Québec en avril 2017 et en France en janvier 2018. Cette histoire qui s'inspire des événements de juin 1981 sur la réserve de Lustuguj (Guerre du saumon de la Côte-Nord) s'est vu décerner le Prix France-Québec 2018. 
Oyana, le cinquième roman d'Éric Plamondon, se déroule entre Montréal et le Pays basque sur fond de dissolution de l'ETA.

## Œuvre

### Romans

#### Trilogie1984
- Hongrie-Hollywood Express, Le Quartanier, 2011 / Phébus 2013
- Mayonnaise, Le Quartanier, 2012 / Phébus 2014
- Pomme S, Le Quartanier, 2013 / Phébus 2014

#### Autres romans
- Taqawan, Le Quartanier, 2017 / Quidam, 2018
- Oyana, Quidam, 2019

### Nouvelles
- Ristigouche, Le Quartanier, 2013
- Donnacona, recueil, Le Quartanier, 2017
- Aller aux fraises, recueil, Quidam, 2021

### Articles, préfaces et nouvelles non recueillis
- « Sac à main », Moebius, no  134, 2012, p. 35-38, en ligne.
- « Épuisé », Mille Mots d'amour, Les impatients, 2013, p. 144.
- « Souterrains », Moebius, no  138, 2013, p. 49-52, en ligne.
- « Espace-temps du mythe », Cousins de personne, no  5, 2013, en ligne.
- « Nature morte », Cousins de personne, DMDM 1, 2013, en ligne.
- « Soledad », préface au roman Le sillage de la baleine de Francisco Coloane, Libretto, 2014.
- « Blé d'inde » , La Nouvelle Revue Française, no  607, Gallimard, février 2014, p. 152-157.
- « Ouvre-lettres », Dis moi dix mots, Hors série, no  2, Cousins de personne, 2014, p. 34-35.
- « Hongrie-Portugal : les garder sous contrôle », pour la chronique Délib'euro, Délibéré, 24 juin 2016.

## Prix et honneurs
- 2012 : Finaliste au Prix des libraires du Québec (Hongrie Hollywood-Express)
- 2012 : Finaliste au Grand Prix du livre de Montréal (Mayonnaise)
- 2013 : Finaliste au Prix des libraires du Québec (Mayonnaise)
- 2013 : Finaliste au Prix littéraire des collégiens (Mayonnaise)
- 2013 : Lauréat du Prix des collégiens de Suède en littérature Québécoise (Mayonnaise)
- 2014 : Finaliste au Prix des libraires du Québec (Pomme S)
- 2017 : Invité d'honneur au Salon du livre de Montréal
- 2018 : Lauréat du Prix Frye Académie[5] (Taqawan)
- 2018 : Finaliste au Prix Louis-Guilloux (Taqawan)
- 2018 : Lauréat du Prix des Chroniqueurs Toulouse Polars du Sud (Taqawan)
- 2018 : Finaliste Prix littéraire des lycéens et apprentis de la région Auvergne-Rhône-Alpes 2018-2019 (Taqawan)
- 2018 : Finaliste au Prix des lecteurs Quais du Polar (Taqawan)
- 2018 : Lauréat du Prix France-Québec (Taqawan)
- 2020 : Lauréat du Prix littéraire Région Sud Provence-Alpes-Côte d’Azur (Taqawan)
- 2021 : Lauréat du Prix de littérature française Lire en Poche (Oyana)